# Brasiliorchis schunkeana
Brasiliorchis schunkeana là một loài thực vật có hoa trong họ Lan. Loài này được (Campacci & Kautsky) R.B.Singer, S.Koehler & Carnevali mô tả khoa học đầu tiên năm 2007.

## Hình ảnh

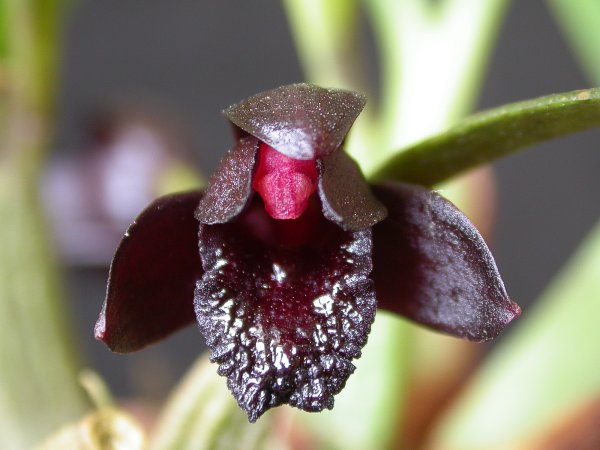
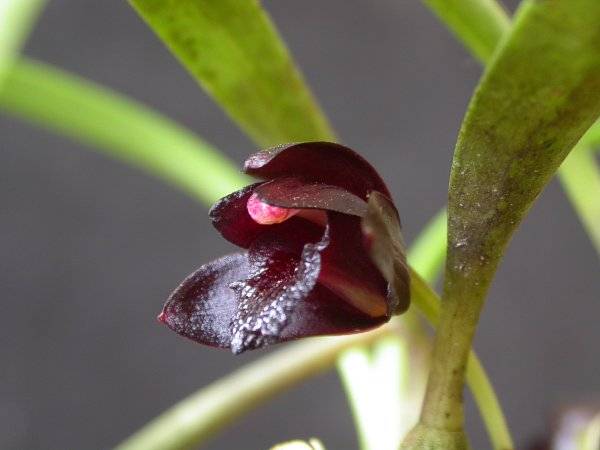
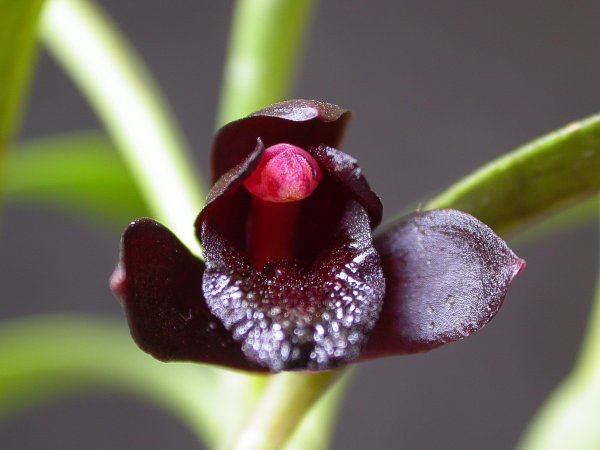
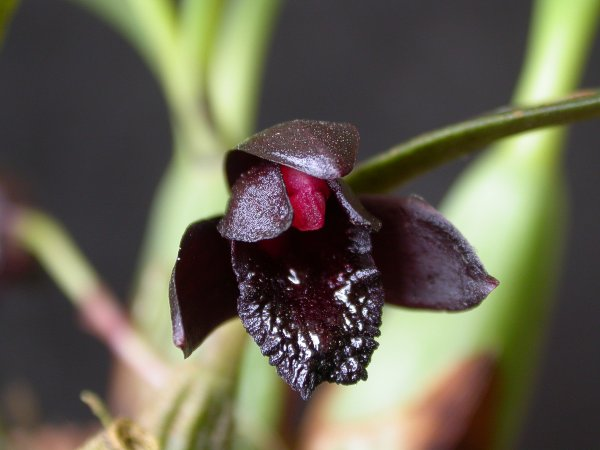